# نیسا (همسر فارناک یکم پنتوس)
نیسا (یونانی: Νύσ(σ)α) شاهدخت سلوکی و ملکهٔ پادشاهی پنتوس بود. وی تباری ایرانی داشت و با فارناک یکم پنتوس ازدواج کرد.

## بن مایه
1. 1 2  Laodice IV بایگانی‌شده  در ۸ اوت ۲۰۱۱ توسط Wayback Machine, at Livius.org
2. ↑  Grainger, A Seleukid prosopography and gazetteer p. 52